# Apogon capricornis
Apogon capricornis és una espècie de peix de la família dels apogònids i de l'ordre dels perciformes.

## Morfologia
Els mascles poden assolir els 5,8 cm de longitud total.

## Distribució geogràfica
Es troba al Pacífic occidental: sud de la Gran Barrera de Corall, Mar del Corall i Nova Gal·les del Sud (Austràlia).